# Louis Kuehn (prélat)
Pour les articles homonymes, voir Kuehn.
Louis Kuehn, né le 23 mars 1922 à Saint-Dié dans les Vosges et mort le 25 juin 2008, est un évêque catholique français, évêque de Meaux de 1974 à 1986.

## Biographie
Louis Kuehn nait au sein d'une famille de sept enfants dont trois deviendront prêtres. Son frère Michel Kuehn (1923-2012) fut évêque de Chartres.

### Prêtre
Louis Kuehn été ordonné prêtre le 12 juillet 1947 pour le diocèse de Saint-Dié.

### Évêque
Nommé évêque de Meaux le 13 mai 1974, il a été consacré le 15 juin suivant par Jean Vilnet. 
Il s'est retiré de cette charge 12 ans plus tard, à l'âge de 64 ans, le 27 août 1986. Il devient alors simple vicaire à la paroisse de Montbéliard (diocèse de
Belfort-Montbéliard). 
En 1998, il rejoint l'Ermitage de Villersexel où il assure l'aumônerie des sœurs de l'Alliance. Il se retire ensuite la maison de retraite du centre diocésain de Besançon.